# Нуйно
Ну́йно (укр. Нуйно) — село в Сошичненской сельской общине Камень-Каширского района Волынской области Украины.
Население по переписи 2024 года составляет 1617 человек. Почтовый индекс — 44540. Телефонный код — 3357. Занимает площадь 44,81 км².